# Biliverdina
La biliverdina és un pigment biliar verd tetrapirrolic, i és un producte del catabolisme del grup hemo. És el pigment responsable del color verdós vist de vegades en els hematomes.

## Metabolisme

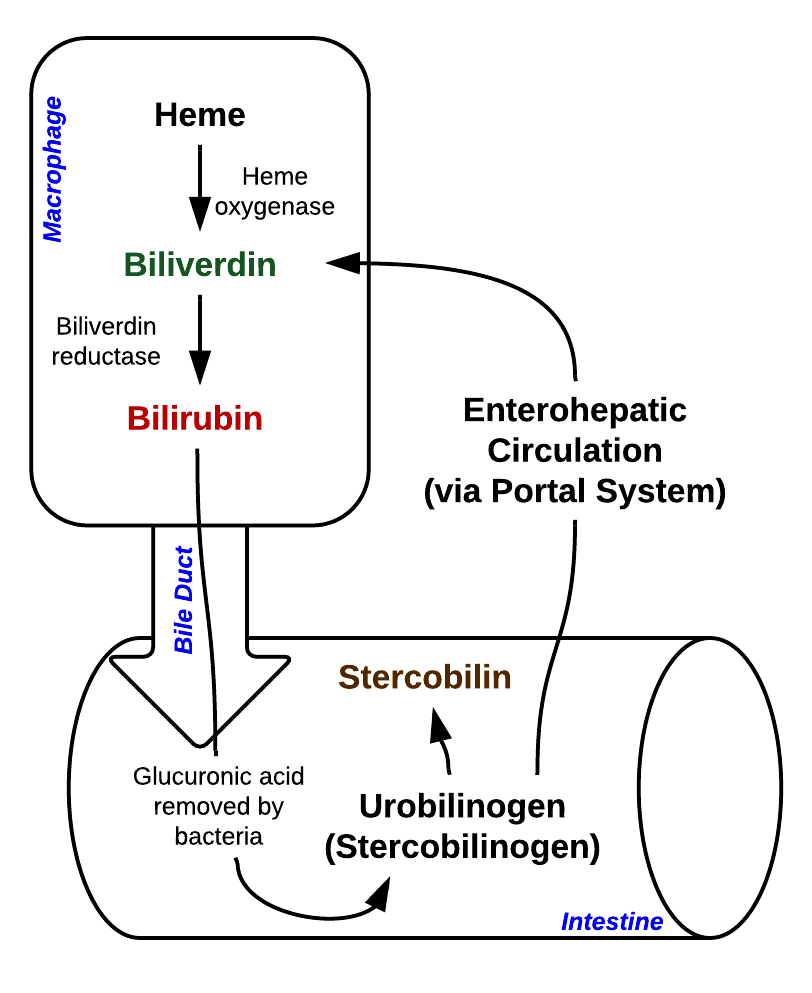
Metabolisme del grup hemo

La biliverdina és el resultat del desglossament del grup hemo de l'hemoglobina en els eritròcits. Els macròfags descomponen els eritròcits senescents i rompen el grup hemo per formar biliverdina, la qual normalment es redueix ràpidament a bilirubina lliure. La biliverdina és breument vista en alguns blaus com un color verdós. En els blaus, la seva escissió en bilirubina provoca un color groguenc.

## Funció en malalties
La biliverdina s'ha trobat en excés en la sang de persones que pateixen malalties hepàtiques. La icterícia és causada per l'acumulació de biliverdina o bilirubina (o ambdues) en el sistema circulatori i teixits. La pell i escleròtiques (blancs dels ulls) ictèriques són característiques del fracàs del fetge.

## Funció en el tractament de malalties
Encara que ha estat típicament considerada un mer producte de rebuig de la descomposició del grup hemo, s'han trobat evidències que la biliverdina — així com altres pigments biliars — té una funció fisiològica en els humans.
Els pigments biliars com la biliverdina posseeixen propietats anti-mutagpeniques i antioxidants importants i per això poden complir una funció fisiològica útil. S'ha vist que la biliverdina i la bilirubina són recol·lectors potents de radicals superòxid. També s'ha demostrat que inhibeixen els efectes d'hidrocarburs aromàtics policíclics, amines heterocícliques, i oxidants — els quals són tots mutagens. Alguns estudis han trobat que persones amb nivells de concentració més alta de bilirubina i biliverdina en els seus cossos tenen una freqüència més baixa de càncer i malalties cardiovasculars. Ha estat suggerit que la biliverdina — així com molts altres pigments tetrapirròlics — pot funcionar com un inhibidor de proteasa del VIH-1 així com tenir efectes beneficiosos en l'asma encara que es necessita més recerca per confirmar aquests resultats. No hi ha actualment cap implicació pràctica per utilitzar biliverdina en el tractament de qualsevol malaltia.

## Funció en altres animals
La biliverdina és un component important de les closques d'ou dels ocells. Hi ha una concentració significativament més alta de biliverdina en les closques d'ou blaves que en les closques d'ou marrons. La recerca ha demostrat que la biliverdina de les closques d'ou és produïda per una glàndula, més que del desglossament dels eritròcits en el corrent sanguini. La presència de biliverdina dins les closques d'ou pot ser un indicador de la salut de la femella i, per tant, probablement té una certa importància evolutiva.
Juntament amb la seva presència en les closques d'ou dels ocells, altres estudis també han mostrat que la biliverdina és present en la sang blau-verdosa de molts de peixos marins, la sang de manduca sexta, les ales d'arna i papallona, el sèrum i ous de les granotes, i la placenta dels gossos. En l'agulla prima (Belone belone) i les espècies relacionades, els ossos són verd brillant a causa de la presència de biliverdina.
La biliverdina és també present en la sang verda, músculs, ossos, i folre mucós dels escínids del gènere Prasinohaema, trobats a Nova Guinea. És incert si aquesta presència de biliverdina és una adaptació ecològica o fisiològica de qualsevol classe. Ha estat suggerit que l'acumulació de biliverdina podria dissuadir la infecció nociva per paràsits de malària Plasmodi, encara que cap correlació estadística significativa ha estat establerta. La granota cambodjana, Chiromantis samkosensis també exhibeix aquest caràcter juntament amb ossos turqueses.

## Fluorescència
En un complex amb fitochrom bacterià redissenyat, la biliverdina ha estat emprada in vivo com un cromòfor amb emissió IR per captar imatges. Contràriament a les proteïnes fluorescents que formen el seu cromòfor a través de modificacions postraduccionals de la cadena del polipèptid, els fitocroms s'uneixen un lligand extern (en aquest cas, biliverdina), i la captació d'imatges amb èxit de la primera mostra basada en el bacteriofitocrom requereix l'addició requerida de biliverdina exògena. Els estudis recents han demostrat que les proteïnes fluorescents basades en bacteriofitocrom - amb afinitat alta a biliverdina poden ser utilitzades per captació d'imatges in vivo amb només lligand endogen i, per això, amb la mateixa facilitat que les proteïnes fluorescents convencionals. En el futur hi ha possibilitats d'utilitzar aquesta tècnica per a la captació d'imatges in vivo d'una manera no invasiva.

## Vegue també
- Bilirubina
- Grup hemo
- Tetrapirrol